# اورلاندو (فیلم)
اورلاندو (انگلیسی: Orlando) فیلمی بریتانیایی که در سال ۱۹۹۲ منتشر شد. از بازیگران آن می‌توان به تیلدا سوئینتن، بیلی زین و تام هافمن اشاره کرد. داستان فیلم از رمان اورلاندو: یک بیوگرافی نوشته ویرجینیا وولف اقتباس شده‌است.